# María Urzúa
María Urzúa Casas-Cordero (San Fernando, 1916 - Santiago de Chile, 1993) es una ensayista, escritora y poetisa chilena adscrita a los géneros de la poesía, novela y cuento.

## Biografía
Hija de Blas Urzúa Cruzat y de Ester Casas Cordero, estudió Pedagogía en francés en el Instituto Pedagógico de la Universidad de Chile y una especialización en literatura en la Universidad de la Sorbona en Francia; su primeros cuentos y poemas los publicó cuando tenía nueve años en la revista infantil El Peneca, mientras que su primer trabajo literario individual lo publicó en 1957 con el título Río amargo. Además, realizó un trabajo antologal en coautoría con Ximena Adriasola titulado La mujer en la poesía chilena: 1784-1961 y que publicó su primera edición en 1963; por otro lado, y en el ámbito de la docencia, publicó en 1957 un texto destinado a la enseñanza del francés con el título Le nouveau français: classes du premier cycle des lycees et colleges.
Fue amiga de María Luisa Bombal y secretaria de Gabriela Mistral en Petrópolis, experiencia que le permitiría escribir posteriormente un ensayo titulado Gabriela Mistral, genio y figura (1981) que «revela aspectos poco conocidos de Gabriela Mistral, sus relaciones, sus cartas, su vida sentimental, sus ideales» y que es considerado una pequeña autobiografía.
En el año 1977, recibió el Premio Anual mención cuentos de la Municipalidad de Santiago.

## Obras
- Río amargo (1957).
- Alta marea (cuentos, 1959).
- Altovalsol (poesía, 1961).
- La isla de los gatos (cuentos, 1960).
- El presidente (novela, 1965).
- También el hombre canta (Grupo Fuego de la Poesía, 1967).
- El invitado (cuentos, 1974).
- ¿Quién soy? (1978).

Ensayo
- Volvamos a París (ensayo, 1974).
- Gabriela Mistral, genio y figura (ensayo, 1981).

Antología y docencia
- Le nouveau français: classes du premier cycle des lycees et colleges (1957).
- La mujer en la poesía chilena: 1784-1961 en coautoría con Ximena Adriasola (antología, 1963).